# Rudolf Svoboda (historik)
Rudolf Svoboda (* 5. prosince 1978 Praha) je český historik a teolog, v letech 2016 až 2024 děkan Teologické fakulty Jihočeské univerzity v Českých Budějovicích, od roku 2024 prorektor Jihočeské univerzity pro akreditace a vnitřní hodnocení. Badatelsky se dlouhodobě věnuje období osvícenství.

## Odborná činnost
Na Jihočeské univerzitě absolvoval magisterské studium teologie na Teologické fakultě a historie na Historickém ústavu JU, později Filozofické fakultě JU.
V letech 2004–2008 absolvoval doktorandskou studijní stáž na Katolické univerzitě v Linci v Horním Rakousku (Katholische Privat-Universität Linz). Doktorát (Th.D.) získal v roce 2008 na Teologické fakultě Jihočeské univerzity. V roce 2008 také absolvoval rigorózní řízení (ThDr.) na Husitské teologické fakultě Univerzity Karlovy v Praze. V roce 2012 se na Jihočeské univerzitě habilitoval (doc.) s prací Arnošt Konstantin Růžička: Josefinista na českobudějovickém biskupském stolci. V habilitační práci se zabýval diferencemi mezi osvícenstvím v Habsburské monarchii a jiných částech Evropy, zejména frankofonních.
Na Teologické fakultě Jihočeské univerzity v Českých Budějovicích je členem Katedry teologických věd. Přednáší církevní dějiny české i všeobecné, dějiny charitativní práce a dějiny výchovy a vzdělávání. Vyučuje také práci s prameny duchovních autorů. Na základě volby z 30. března 2016 byl 4. dubna 2016 jmenován děkanem fakulty. Po skončení druhého mandátu děkana byl v dubnu 2024 jmenován prorektorem JU pro akreditace a vnitřní hodnocení.
Stal se členem redakční rady odborného historického časopisu Cornova (vydává FF UK a Česká společnost pro výzkum 18. století), členem České společnosti pro výzkum 18. století a členem České sekce Evropské společnosti pro katolickou teologii. Pravidelně přednáší na tuzemských i zahraničních konferencích.
Dne 16. září 2017 byl v českobudějovické katedrále svatého Mikuláše vysvěcen biskupem Vlastimilem Kročilem na trvalého jáhna.

## Dílo (vybrané hlavní publikace)

### Monografie
- Johann Prokop Schaffgotsch. Das Leben eines böhmischen Prälaten in der Zeit des Josephinismus (=Beiträge zur Kirchen- und Kulturgeschichte 25). Frankfurt am Main, Berlin, Bern, Bruxelles, New York, Oxford, Wien: Peter Lang, 2015. 343 s. ISBN 978-3-631-65740-9. (němčina)
- Počátky českobudějovické diecéze. Praha: Vyšehrad, 2014. 264 s. ISBN 978-80-7429-596-6.
- Arnošt Konstantin Růžička: Josefinista na českobudějovickém biskupském stolci. České Budějovice: Jih, edice Středoevropské dějiny, sv. 4, 2011. 244 s. ISBN 978-80-86266-57-2.

### Odborné články (Jsc)
- Josef Hlouch a Katolická akce. Studia theologica 15. 2013, čís. 3, s. 184–196. ISSN 1212-8570.
- Katolické a nekatolické rezonance prvního vatikánského sněmu v jihočeské metropoli. Studia theologica 12 (42). 2010, čís. 4, s. 51–63. ISSN 1212-8570.

### Vědecké projekty
Granty:
- 2015–2017 GAČR 15-09797S Jan Valerián Jirsík: život a teologické dílo – hlavní řešitel
- 2014–2016 GAČR 14-26999S Českobudějovická diecéze v letech 1783/1789–1850 – člen řešitelského týmu
- 2009–2011 GAČR 401/09/P185 Arnošt Konstantin Růžička – Josefinista na českobudějovickém biskupském stolci – hlavní řešitel